# Győrsövényház, Győr-Moson-Sopron
Győrsövényház  este un sat în districtul Győr, județul Győr-Moson-Sopron, Ungaria, având o populație de 832 de locuitori (2011). 

## Demografie
Componența etnică a satului Győrsövényház
     Maghiari (93,81%)
     Germani (5,59%)
     Necunoscut (0,6%)
     Alții (0,6%)
Componența confesională a satului Győrsövényház
     Romano-catolici (56,01%)
     Luterani (5,53%)
     Fără religie (3,25%)
     Necunoscută (33,89%)
     Alte religii (1,8%)
Conform recensământului din 2011, satul Győrsövényház avea 832 de locuitori. Din punct de vedere etnic, majoritatea locuitorilor (93,81%) erau maghiari, cu o minoritate de germani (5,59%). Apartenența etnică nu este cunoscută în cazul a 0,6% din locuitori.  Din punct de vedere confesional, majoritatea locuitorilor (56,01%) erau romano-catolici, existând și minorități de luterani (5,53%) și persoane fără religie (3,25%). Pentru 33,89% din locuitori nu este cunoscută apartenența confesională.